# BRAVIA
BRAVIA is een Sony-merk dat bekendstaat om high-definition television, samen met haar homecinema-assortiment onder het submerk BRAVIA Theater. De naam BRAVIA is een afkorting van "Best Resolution Audio Visual Integrated Architecture". Alle high-definition-lcd-televisietoestellen van Sony dragen het BRAVIA-logo sinds 2005. De naam vervangt de merknaam "BRAVIA LCD WEGA", die Sony gebruikte tot eind zomer 2005.
XrossMediaBar, een grafische interface, was van 2005 tot 2010 in gebruik. Vanaf 2015 werd het vervangen door Android TV.
Op de Japanse markt wordt BRAVIA ook gebruikt als merk voor de mobiele telefoons.